# Campeonato Europeo de Curling Femenino de 2025
El LI Campeonato Europeo de Curling Femenino se celebrará en Lohja (Finlandia) entre el 22 y el 29 de noviembre de 2025 bajo la organización de la Federación Mundial de Curling (WCF) y la Federación Finlandesa de Curling.
Las competiciones se realizarán en el Instituto de Deportes Kisakillio de la ciudad finlandesa.